# Luthela handan
Espèce
Luthela handan est une espèce d'araignées mésothèles de la famille des Liphistiidae.

## Distribution
Cette espèce est endémique du Hebei en Chine,. Elle se rencontre dans le xian de Yongnian et à Luquan.

## Description
Le mâle holotype mesure 15,55 mm et la femelle paratype 17,35 mm, les mâles mesurent de 14,75 à 16,20 mm et les femelles de 17,35 à 26,95 mm.

## Étymologie
Son nom d'espèce lui a été donné en référence au lieu de sa découverte, Handan.

## Publication originale
- Xu, Yu, Liu & Li, 2022 : « Delimitation of the segmented trapdoor spider genus Luthela gen. nov., with comments on the genus Sinothela from northern China (Araneae, Mesothelae, Liphistiidae). » Zootaxa, no 5091(1), p. 131-154.